# 克鲁姆

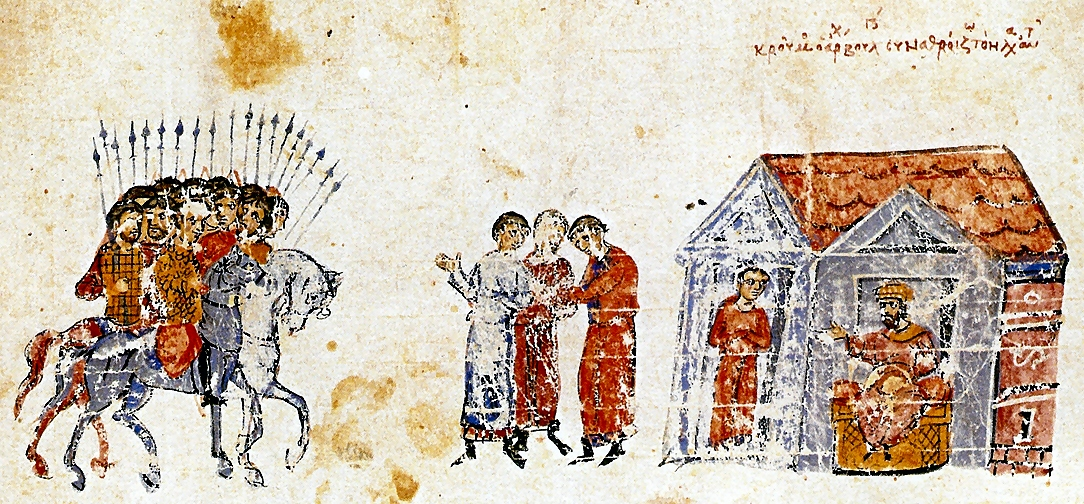
克鲁姆

克鲁姆 （？—814年4月13日）保加尔汗（803年—814年）。他巩固保加尔人与斯拉夫人的联合，并颁布一部旨在确立封建制度的法典。克鲁姆大大地扩展了保加利亚的版图。他在805年打败阿瓦尔人，吞并蒂薩河与德涅斯特河之间原阿瓦尔人的居住地。克鲁姆与拜占庭帝国交战达5年之久。809年，他夺取了拜占庭城市塞尔提卡（即今日之保加利亚首都索非亚）。自811年起率兵与拜占庭帝国交战。811年，皇帝尼基弗鲁斯一世亲自率领的一支拜占庭军队，於普利斯卡战役被克鲁姆歼灭，连自己都死于乱军之中。同年占领亚得里亚堡。814年克鲁姆围攻帝都君士坦丁堡。他在米山布里亚战役中被拜占庭皇帝利奥五世击败。克鲁姆在这次战斗中死去，保加利亚人被迫与拜占庭讲和。克鲁姆死后，王位由其子奥莫尔塔格继承。